# Alcuéscar
Alcuéscar település Spanyolországban, Cáceres tartományban. Alcuéscar Albalá, Arroyomolinos, Cáceres, Casas de Don Antonio, Montánchez, Carmonita és Mérida községekkel határos. Lakosainak száma 2454 fő (2024).

## Népesség
A település népessége az elmúlt években az alábbi módon változott:
| Lakosok száma | 3064 | 3033 | 2980 | 3010 | 2969 | 2809 | 2727 | 2593 | 2486 | 2454 |
|               | 2001 | 2004 | 2006 | 2009 | 2011 | 2014 | 2016 | 2019 | 2021 | 2024 |